# Санданско
 Тази статия е за историко-географската област.  За общината вижте Сандански (община).  
Санданско, наричано също Мелнишко и Светиврачко, е историко-географска област в Югозападна България, около град Сандански.
Територията ѝ съвпада приблизително с някогашната Мелнишка, а след това Светиврачка и Санданска околия – основната част от днешните общини Сандански (без селата Лебница и Хърсово от Петричко), Кресна и Струмяни (без селата Добри лаки, Игралище, Клепало, Колибите, Махалата и Никудин от Петричко), както и селата Мечкул и Сенокос в община Симитли. Разположена е в източната и северната част на Санданско-Петричката котловина и по съседните планини. Граничи с Благоевградско на север, Разложко и Гоцеделчевско на изток, Демирхисарско на юг и Петричко и Беровско на запад.